# Saint-Martial (Charente Marítim)
Saint-Martial és un municipi francès situat al departament del Charente Marítim i a la regió de la Nova Aquitània. L'any 2007 tenia 121 habitants.

## Demografia

### Població
El 2007 la població de fet de Saint-Martial era de 121 persones. Hi havia 52 famílies de les quals 16 eren unipersonals (16 dones vivint soles i 16 dones vivint soles), 24 parelles sense fills, 8 parelles amb fills i 4 famílies monoparentals amb fills.
La població ha evolucionat segons el següent gràfic:
Habitants censats

### Habitatges
El 2007 hi havia 76 habitatges, 54 eren l'habitatge principal de la família, 13 eren segones residències i 10 estaven desocupats. Tots els 74 habitatges eren cases. Dels 54 habitatges principals, 50 estaven ocupats pels seus propietaris i 4 estaven llogats i ocupats pels llogaters; 2 tenien una cambra, 1 en tenia dues, 5 en tenien tres, 14 en tenien quatre i 32 en tenien cinc o més. 26 habitatges disposaven pel capbaix d'una plaça de pàrquing. A 30 habitatges hi havia un automòbil i a 18 n'hi havia dos o més.

### Piràmide de població
La piràmide de població per edats i sexe el 2009 era:
| Homes | Edats   | Dones |
| ----- | ------- | ----- |
| 0     | 95 o +  | 0     |
| 0     | 90 a 94 | 0     |
| 0     | 85 a 89 | 0     |
| 0     | 80 a 84 | 4     |
| 8     | 75 a 79 | 12    |
| 0     | 70 a 74 | 4     |
| 4     | 65 a 69 | 4     |
| 0     | 60 a 64 | 8     |
| 4     | 55 a 59 | 0     |
| 4     | 50 a 54 | 4     |
| 4     | 45 a 49 | 12    |
| 0     | 40 a 44 | 0     |
| 8     | 35 a 39 | 4     |
| 0     | 30 a 34 | 0     |
| 4     | 25 a 29 | 8     |
| 8     | 20 a 24 | 8     |
| 0     | 15 a 19 | 4     |
| 0     | 10 a 14 | 8     |
| 4     | 5 a 9   | 0     |
| 0     | 0 a 4   | 4     |

## Economia
El 2007 la població en edat de treballar era de 74 persones, 50 eren actives i 24 eren inactives. De les 50 persones actives 43 estaven ocupades (24 homes i 19 dones) i 7 estaven aturades (3 homes i 4 dones). De les 24 persones inactives 9 estaven jubilades, 7 estaven estudiant i 8 estaven classificades com a «altres inactius».

### Ingressos
El 2009 a Saint-Martial hi havia 60 unitats fiscals que integraven 122 persones, la mediana anual d'ingressos fiscals per persona era de 16.327 €.

### Activitats econòmiques
Dels 5 establiments que hi havia el 2007, 1 era d'una empresa de fabricació d'altres productes industrials, 3 d'empreses de construcció i 1 d'una empresa de comerç i reparació d'automòbils.
Dels 3 establiments de servei als particulars que hi havia el 2009, 2 eren guixaires pintors i 1 lampisteria.
L'any 2000 a Saint-Martial hi havia 4 explotacions agrícoles.

## Poblacions més properes
El següent diagrama mostra les poblacions més properes.